# Valdesia
Valdesia is administratieve regio (región) nummer V in de Dominicaanse Republiek die onder besluit 685-00, 31 zijn gegroepeerd. De regio ligt in het zuiden van het land, tussen de regio's Ozama (of: Metropolitana) en Enriquillo. Hij heeft 1,1 miljoen inwoners en is 5500 km² groot.

## Provincies van de administratieveregioValdesia
- Azua
- Peravia
- San Cristóbal
- San José de Ocoa

## Productie
Het is een gebied dat bekend staat om zijn uitstekende koffiebonen van constante kwaliteit.